# Oberto Doria
Pour les autres membres de la famille, voir Famille Doria.
Oberto Doria était un amiral génois du XIIIe siècle appartenant à la célèbre famille Doria, capitaine du peuple jusqu'en 1285, qui s'illustra dans la guerre opposant la république de Gênes à celle de Pise, né à Gênes vers 1230, mort dans la même ville après décembre 1305 et avant le 6 septembre 1306.

## Biographie
Il possède le comté de Loano.
Oberto Doria remporta le 6 août 1284 la bataille navale de la Meloria, qui mit fin à la longue rivalité entre Gênes et Pise, en anéantissant la marine de cette dernière république (120 galères pisanes contre 90 génoises). La flotte pisane était commandée par un Vénitien, ce qui fit entrer Gênes en rivalité avec la cité du lion. Cette victoire permit aux Génois de récupérer la Corse et la Sardaigne et marque l'apogée militaire de la Superbe.

## Famille
- Pietro Doria (mort avant 1274), patricien génois, marié à Mabilla Casiccia,
  - Niccolò Doria,
  - Oberto Doria,
  - Iacopo (Giacomo) Doria (vers 1233-1294), qualifié par Girolamo Arnaldi de « chroniqueur de la Meloria » dans les Annales Ianuenses qui a été, à partir de 1280, gardien des archives communales[1],
  - Lamba Doria (vers 1245-1323), amiral génois qui a gagné la bataille de Curzola contre les Vénitiens, en 1298.

## Sources
Cet article comprend des extraits du Dictionnaire Bouillet. Il est possible de supprimer cette indication, si le texte reflète le savoir actuel sur ce thème, si les sources sont citées, s'il satisfait aux exigences linguistiques actuelles et s'il ne contient pas de propos qui vont à l'encontre des règles de neutralité de Wikipédia.